# Xerothermrelikt
Xerothermrelikte (altgriechisch ξηρός xērós „dürr, trocken“ und altgriechisch θερμός thermós „warm“) werden in der Botanik und Biogeografie Populationen von Pflanzenarten genannt, welche an Trockenheit und Wärme angepasst sind, und nach klimatischen Veränderungen auf „Wärmeinseln“ überleben konnten. 
In Mitteleuropa zählen dazu die inselartigen Vorkommen von Steppenpflanzen. Diese Arten waren während der letzten Eiszeit und nacheiszeitlichen Wärmezeit, als das Klima trockener war, relativ weit verbreitet. Im heutigen humiden Waldklima findet man sie nur noch als Relikte an von Natur aus waldfreien Standorten, wo keine Beschattung vorhanden ist. Infrage kommen flachgründige Stein- oder Sandböden (beispielsweise im Naturschutzgebiet Großer Sand) oder steile Südhänge. Ein Beispiel für diese Arten aus dem pontischen Florenreich ist die Erd-Segge (Carex humilis).

## Beispiele in Deutschland
| wissenschaftlicher Name    | Trivialname               | Vorkommen                                                                                         | Biotope                                                         | Bild |
| -------------------------- | ------------------------- | ------------------------------------------------------------------------------------------------- | --------------------------------------------------------------- | ---- |
| Adonis vernalis            | Frühlings-Adonisröschen   | Mitteldeutsches Trockengebiet, Kyffhäuser, NSG Großer Sand, mittleres Odergebiet                  | Halbtrocken- und Trockenrasen, lichte Eichen- und Kiefernwälder |      |
| Astragalus exscapus        | Boden-Tragant             | Mitteldeutsches Trockengebiet, u. a. im Naturpark Unteres Saaletal                                | kontinentale Trocken- und Halbtrockenrasen                      |      |
| Carex humilis              | Erd-Segge                 | Mitteldeutsches Trockengebiet, Mittelgebirge, Alpen                                               | Felsfluren, Trocken- u. Halbtrockenrasen, Kiefernforste         |      |
| Dianthus gratianopolitanus | Pfingstnelke              | Nationalpark Kellerwald-Edersee, Naturpark Thüringer Schiefergebirge/Obere Saale, Schwäbische Alb | xerotherme Kalk- und Silikatfelsspalten, Felsfluren             |      |
| Fumana procumbens          | Gewöhnliches Nadelröschen | Mitteldeutsches Trockengebiet, Rhein-Main-Trockengebiet (z. B. Großer Sand), Dürrenastheide       | Kalkfelsfluren und -trockenrasen, Sandtrockenrasen              |      |
| Onosma arenaria            | Sand-Lotwurz              | Großer Sand (bundesweit einziges Vorkommen)                                                       | kontinentale Sandtrockenrasen, sandige Kieferntrockenwälder     |      |
| Podospermum purpureum      | Rote Schwarzwurzel        | Rhein-Main-Trockengebiet (z. B. Großer Sand), Kyffhäuser, östliches Brandenburg                   | Kontinentale Trocken- und Halbtrockenrasen                      |      |
| Seseli annuum              | Steppenfenchel            | Mitteldeutsches Trockengebiet, Eifel, Nördlinger Ries, Briloner Hochfläche                        | Xerothermrasen, Trockengebüschsäume                             |      |
| Teucrium montanum          | Berg-Gamander             | Mitteldeutsches Trockengebiet, Saaletal, Schwäbische Alb, Alpen                                   | Fels- und Schotterfluren, Trocken- und Halbtrockenrasen         |      |